# 皮克敏系列
皮克敏是由宫本茂设计，任天堂开发的即时战略电子游戏系列。游戏注重指挥一群名为皮克敏的植物般生物，以收集道具，破坏障碍，并和巨大怪物战斗。
系列目前有4款正傳作品，1款外傳作品，2款移植作品。
- 《皮克敏》和《皮克敏2》皆发行于NGC，后来移植为Wii平台的用Wii玩作品，《皮克敏2》也是Nintendo Selects游戏。後來亦於任天堂Switch發行HD移植版。

- 《皮克敏3》於Wii U發行，主角由船長歐利瑪轉為以阿爾福為主角的三人團隊。強化版《皮克敏3 豪華版》发行于任天堂Switch，是系列首次中文化的作品[1]。

- 《Hey! 皮克敏》发行于任天堂3DS，與正作不同，為3DS式互動玩法，採用橫向形式作為玩法，與原來大地圖的核心玩法相異。
- 《皮克敏Bloom（英语：Pikmin Bloom）》於iOS和Android發行，是系列首次登陸移動智能設備的作品，採用與《Pokémon GO》類似的基於位置服務擴張實境形式作為玩法。
- 《皮克敏4》於任天堂Switch發行，加入輔助救援犬「歐慶」協助玩家，新增倒轉時間、道具等輔助功能，大幅降低遊戲難度。

## 系列作品
| 2001 | 皮克敏         |
| 2002 |                |
| 2003 |                |
| 2004 | 皮克敏2        |
| 2005 |                |
| 2006 |                |
| 2007 |                |
| 2008 | 皮克敏（Wii）  |
| 2009 | 皮克敏2（Wii） |
| 2010 |                |
| 2011 |                |
| 2012 |                |
| 2013 | 皮克敏3        |
| 2014 |                |
| 2015 |                |
| 2016 |                |
| 2017 | Hey! 皮克敏    |
| 2018 |                |
| 2019 |                |
| 2020 | 皮克敏3 豪華版 |
| 2021 | 皮克敏Bloom    |
| 2022 |                |
| 2023 | 皮克敏4        |

- 皮克敏
2001年10月26日（日本）於任天堂GameCube發售。
2008年12月25日（日本）加入「以Wii遊玩」系列於Wii發售。
2023年6月21日（全球）HD高清版于任天堂Switch发售。
- 皮克敏2
2004年4月29日（日本）於任天堂GameCube發售。
2009年3月12日（日本）加入「以Wii遊玩」系列於Wii發售。
2023年6月21日（全球）HD高清版于任天堂Switch发售。
- 皮克敏3
2013年7月13日（日本）於Wii U發售。
  - 皮克敏3 豪華版
2020年10月30日全球同步於任天堂Switch發售。
- Hey! 皮克敏
2017年7月13日（日本）於任天堂3DS發售。
- 皮克敏Bloom（英语：Pikmin Bloom）
2021年10月26日起，陸續於各地登陸iOS、Android手機平台。
- 皮克敏4
2023年7月21日全球同步於任天堂Switch發售。